# Töredék (film)
A Töredék Maár Gyula 2006-os filmje.

## A film
|  | Alább a cselekmény részletei következnek! |

Maár Gyula Töredék című filmjének története egy katolikus kolostor zárt világában játszódik, nem sokkal a második világháború befejezése után. A háború utáni bizonytalanság a kolostor falain belül is izgalmat kelt. Ezt a hatást még inkább fokozza, hogy a film fekete-fehér, ami a történetet még hitelesebbé teszi. Ebbe a nyilvánosságtól elzárt kis mikrovilágba beférkőznek a külvilágban zajló változások, hiszen itt is érzik, hogy valami teljesen más, egy új „világrend” – a kommunizmus – van születőben. Ennek hatására a kolostori élet kezd megbomlani: a szerzetesek egy része erkölcsi hanyatlásnak indul, az alkoholba menekülnek az eljövendő változások elől. Az igazi hanyatlást a filmben mégis a kommunista eszmékkel szimpatizáló szerzetes mintája jelenti, akit Trill Zsolt alakít. Szentül hisz a kommunizmusban, mint az egyetlen járható útban a háború után, és abszurd módon a mozgalom megkeresztelését tűzi ki céljául, ami mint tudjuk, csupán illúzió lehet. Ezt a kettősséget a filmben valahol mélyen Trill is érzékeli, hiszen egy alkalommal így gyón: „bocsáss meg Uram, vétkeztem: katolikus vagyok és kommunista.”
A történet vezérfonalát Zsótér Sándor monológjai adják, melyek alapjául Simone Weil – a XX. századi „spirituális gondolkodás” meghatározó alakja – filozofikus gondolatai szolgáltak a világról, életről és halálról, a kereszténységről. Zsótér nagyon hitelesen alakítja az aszketikus, megvilágosodott embert, aki már nem elégszik meg csupán a hit nyújtotta biztonsággal, Isten szeretetével, hanem valami többre vágyik. Filozofikus és hitelméleti kérdések gyötrik, hosszú eszmefuttatásai a szeretet lényegére és a világ megértésére irányulnak. Minden szavának súlya van és komoly mondanivalója, ami a nézőtől a film elejétől a végéig aktív odafigyelést és elmélyülést igényel. Nagyon jó választás volt a rendezőtől Zsótér kijelölése erre a szerepre, hiszen Simone Weil szövegei az ő szájából rendkívül hitelesnek hangzanak. Ezt nem csupán a szöveg meggyőző előadásmódja jelenti, hanem a színész egész lénye, mimikája és testtartása is megsokszorozza az általa tolmácsolni kívánt üzenet hatását.
A Töredék rendezője és forgatókönyvírója is Maár Gyula volt. A forgatókönyv már a hetvenes évek elején elkészült, majd végül Tarr Béla filmműhelyében (TT Filmműhely) készült el 2006-ban. Annak, hogy a film elkészítésére miért kellett több mint 30 évet várni, voltak politikai okai is, hiszen a témája elég felkavarónak számított a kommunizmus éveiben. A rendszerváltás után azonban még mindig hosszú időnek kellett eltelnie, hogy a forgatókönyvből film készülhessen. Ennek magyarázata abban keresendő, hogy nem egy nagyközönség számára készült, könnyen emészthető alkotásról van szó, s mint ilyen, nehezen talált megvalósításra. Ha hosszú idő után is, de a film végre elkészült, amiről Tarr Béla így nyilatkozott: „Megvan a film, fogadjátok szeretettel. Ezt már nem lehet leradírozni a vászonról.”
A Töredék egy nagy erejű, elgondolkodtató művészfilm, amely ugyan nem adja könnyen magát, de megéri a kíváncsiságot és a kitartást, mert egy olyan lelki, szellemi élményt nyújt, mely garantáltan nagy hatást gyakorol majd az arra érzékenyek lelkére.

## Díjak
- Magyar Filmkritikusok díja (2008)
  - díj: legjobb operatőr – Medvigy Gábor
- 38. Magyar Filmszemle  (2007)
  - díj: legjobb férfi alakítás – Zsótér Sándor